# مقاطعة برديس
مقاطعة برديس (بالفارسية: شهرستانِ پردیس) هي مقاطعة تقع في شرق محافظة طهران في إيران . عاصمة المقاطعة هي مدينة برديس . تأسست المقاطعة في 29 ديسمبر 2013.